# Ani-Hyuntikwalaski
Ani-Hyuntikwalaski (Thunderers), Thunderers su klan moćnih duhova oluje koji žive na nebu i zapovijedaju gromovima i munjama. Oni su ljudskog oblika, za razliku od mnogih plemena gdje se duhovi groma pojavljuju kao ptice. U nekim zajednicama Cherokeeja, vjeruje se da su Thunderers sinovi kukuruzne majke Selu (također poznati kao Thunder Boys) i njihovi potomci. U drugim se zajednicama Gromovi Dječaci smatraju različitima od Ani-Hyuntikwalaskija, pri čemu Gromovi Dječaci pripadaju svetom mitskom dobu, a Ani-Hyuntikwalaski pripadaju materijalnom svijetu.
Ostali nazivi: Aniyvtiqualosgi, Aniyvdaqualosgi, Anihyvdagwalosgi, Ani-Hyuntikwalaski, Ani-Yuntikwalaski, Anihyu-tikwalaksi. Sve su to oblici množine; oblik jednine za upućivanje na samo jednog Gromovnika je Ayvdaqualosgi, Ahyvdagwalosgi, itd. Engleski nazivi: Thunders, Thunder Beings, Thunder People, Thunder Boys.